# Duets 1
Duets 1 ist ein Jazzalbum von John Lindberg und Karl Berger. Die am 27. November 2004 in Rhinebeck, New York, entstandenen Aufnahmen erschienen 2006 auf dem Label between the lines.

## Hintergrund
Der Bassist John Lindberg pflegte mit dem Pianisten/Vibraphonisten Karl Berger zum Zeitpunkt der Aufnahme eine 30 Jahre währende kreative Partnerschaft; 2001/02 wirkte er bei Karl Bergers Album Stillpoint mit.

## Titelliste
- John Lindberg – Karl Berger: Duets 1 (Between The Lines BTLCHR 71210)[2]

1. Innocuous (Karl Berger) 6:04
2. Peace (Ornette Coleman) 6:51
3. Chromatic Ways (Karl Berger) 3:32
4. I Am a Leaf for Today (David Izenzon) 3:20
5. 3-3-3-7 (John Lindberg) 6:05
6. Dakini (Karl Berger) 4:42
7. Yatan-Na (John Lindberg) 8:08
8. In My Mind’s Eye (David Izenzon) 6:52
9. Ancient Warmth (John Lindberg) 4:34

## Rezeption
Alex Henderson verlieh dem Album in Allmusic dreieinhalb Sterne und schrieb, Berger sowohl am Piano als auch am Vibraphon zu hören, sei ein Genuss; er komme auf beiden Instrumenten angenehm gut zurecht. Aber egal, ob man ein Kontrabass/Piano-Duett oder ein Bass/Vibraphon-Duett höre, es gebe keinen Zweifel, dass Lindberg und Berger sehr synchron spielen würden. Nichtsdestotrotz könnte „Duets 1“ für manche Zuhörer – zumindest diejenigen, die keinen Sinn für Avantgarde haben – etwas zu kopflastig und abstrakt sein. Aber Hörer, die sich nicht vom Zerebralen einschüchtern lassen, würden viel an Lindbergs intimen Duetten mit Berger zu schätzen wissen.
Nach Ansicht von J. Hunter, der das Album in All About Jazz rezensierte, besteht Duets 1 aus einer Reihe von improvisierten Mosaiken; Lindberg und Berger hätten ihre individuelle Urheberschaft für die Kompositionen – zum Beispiel „Innocuous“ wird als Berger-Komposition bezeichnet – aber jedes Stück sei eindeutig das Werk einer Einheit. Berger habe einen hervorragenden Sinn für den Anschlag, egal ob er Piano oder Vibraphon spielt. Je leichter er spielt, desto besser wird er: Bei einer anderen Izenzen-Melodie, „I Am A Leaf for Today“, schwinge eine wunderbare Zärtlichkeit mit seinem Piano. Lindbergs Bassarbeit teile Bergers Sinn für Subtilität, was Lindbergs kraftvolle Momente umso berührender mache. Seine Arbeit in „3-3-3-7“ werde kraftvoller und perkussiver, bis er buchstäblich zum Perkussionisten wird, der den Beat auf den Kasten seines Basses schlage.